# Distretto di Malësi e Madhe
Il distretto di Malësi e Madhe (in albanese: Rrethi i Malësisë së Madhe) era uno dei 36 distretti amministrativi dell'Albania. Era il più settentrionale dei distretti del paese e faceva parte della prefettura di Scutari, il suo capoluogo era la città di Koplik.
La riforma amministrativa del 2015 ha ricompreso il territorio dell'ex distretto nel comune di Malësi e Madhe, di nuova istituzione.

## Geografia antropica

### Suddivisioni amministrative
Il distretto comprendeva un comune urbano e 5 comuni rurali.

#### Comuni urbani
- Koplik

#### Comuni rurali
- Gruemirë (Grumire)
- Kastrat
- Kelmend
- Qendër Koplik (Qender Koplik)
- Shkrel